# YSCC Yokohama
Yokohama Sports & Culture Club (em japonês, 横浜スポーツ&カルチャークラブ, Yokohama Supōtsu Ando Karuchākurabu), conhecido apenas como YSCC Yokohama ou YSCC (Y.S.C.C.横浜 / YS横浜) é um clube de futebol do Japão, que atualmente disputa a Japan Football League (terceira divisão nacional). A sua sede localiza-se na cidade de Yokohama.

## História
Fundado em 1986 com o nome de Yokohama Soccer & Culture Club', mudou a denominação para a atual em 2002 (trocando Soccer por Sports). Em 2012, disputou pela primeira vez a JFL, terminando o campeonato no sexto lugar.
Seu estádio é o Nippatsu Mitsuzawa Stadium, com capacidade para 15.046 lugares. As cores oficiais do YSCC são azul e branco.

## Uniforme
Uniforme 1Camisa azul-celeste, calção azul-celeste e meias azul-celeste;
Uniforme 2Camisa branca, calção azul-marinho e meias brancas.